# Mama Qucha
Mama Qucha, ook Mama Cocha ("moeder van de zee" in het Quechua) is in de Incamythologie de godin van de zee en de vissen, beschermster van zeelieden en vissers, echtgenote van Viracocha, moeder van Inti en Mama Quilla. In sommige streken van het rijk geloofde men dat zij de godin was van alle waterlichamen, waaronder meren, rivieren en zelfs door mensen aangelegde waterlopen. 
Het geloof van de Inca's in Mama Cocha en andere watergoden geeft aan dat de mensen in die tijd de grondbeginselen van de hydrologische cyclus begrepen. Ze wisten dat het zeewater de regen aanvulde, die dan over de grond viel. 